# Nikólaos Deligiánnis
Nikólaos Deligiánnis (em grego: Νικόλαος Δηλιγιάννης; 1845 — Paris, 5 de janeiro de 1910) foi um político e diplomata da Grécia. Ocupou o cargo de primeiro-ministro da Grécia entre 24 de Janeiro de 1895 a 11 de Junho de 1895.